# HD 157853
HD 157853，又名BD+38 2928，SAO 66006、HR 6488，是一颗恒星，视星等为6.49，位于銀經63.14，銀緯32.91，其B1900.0坐标为赤經17h 20m 40.3s，赤緯+38° 32.91′ 22″。